# Julpolska
Julpolska, även känd som Nu ha vi ljus här i vårt hus, är en julsång (en polska) med text av Rafael Hertzberg (1845–1896) och musik av Johanna Ölander (1827–1909). Sången beskriver julaftonstraditionen i en tid då man fortfarande på många platser hade julbock i stället för jultomte.
Sången används som filmmusik i filmen "Mer om oss barn i Bullerbyn" från 1987 .

## Publikation
- För smått folk; verser av Rafaël Hertzberg, 1895, då med titeln "Barnen dansa kring julgranen" (endast text).
- Rafaël Hertzbergs barnbibliotek 1: Sagor och berättelser, 1901, "Barnen dansa kring julgranen" (med noter).
- Nu ska vi sjunga, 1943, under rubriken "Julsånger".
- Julens önskesångbok, 1997, under rubriken "Traditionella julsånger"
- Barnens svenska sångbok, 1999, under rubriken "Året runt".

## Inspelningar
En tidig inspelning gjordes med Gösta Jonsson och Britt Berg då den ingick i ett julpotpurri som spelades in i Berlin i september 1933, och gavs ut på skiva senare samma år.
Sången har också spelats in på spanska av Maria Llerena som "Que felicidad ya es Navidad" på skivalbumet Chiquitico mio från 1988.